# Andouaition
Andouaition (altgriechisch Ἀνδουαίτιον, auch Ἀνδουάτιον, Ἀνδουέτιον; lateinisch Anduaitium, auch Anduaetium) ist ein Ortsname, der in der Geographia des Claudius Ptolemaios als einer der im Osten der südlichen Germania magna entlang der Donau liegenden Orte (πόλεις) mit 40° 30′ Länge (ptolemäische Längengrade) und 47° 40′ Breite angegeben wird. Andouaition liegt damit nach Ptolemaios zwischen Ebourodounon und Kalamantia. Wegen des Alters der Quelle kann eine Existenz des Ortes um 150 nach Christus angenommen werden.
Bislang konnte der Ort nicht sicher lokalisiert werden. Ein interdisziplinäres Forscherteam um Andreas Kleineberg, das die Angaben von Ptolemaios neu untersuchte, lokalisiert Andouaition – damit die Identifizierung Hermann Patzigs bestätigend – anhand der transformierten antiken Koordinaten beim heutigen Andovce (▼)im Nitriansky kraj (Neutraer Landschaftsverband) in der Slowakei. Die Stadt Andovce liegt im slowakischen Donauhügelland auf einer Flurterrasse zwischen der Waag und der Nitra. Eine Identifizierung mit Andač – gemeint ist wohl Zbehy-Andač (▼) in der Region von Nitra – sieht die Forschungsgruppe um Kleineberg auch als möglich an, denn in dieser Gegend häufen sich Ortsnamen mit dem Element And-.